# 万田乡 (衢州市)
万田乡，是中国浙江省衢州市柯城区所辖的一个乡。

## 下辖行政区
下辖：
下方村、姚家村、白渡村、池家村、桥头汪村、顺碓边村、张家村、慈姑垅村、上蒋村、下蒋村、山后徐村、坞石村、顺家路边村、炉头村、王家村、万田村、蔡窑村、冯家村、坦上村、田铺村、曼头山村、蒲塘村、余家山头村、山坑村、碓塘底村和杨家溪边村。